# Dokoa
Die Dokoa (auch Doko) sind eine Ethnie, die heute hauptsächlich entlang des Kongo in der westlichen und nordwestlichen Demokratischen Republik Kongo sowie der östlichen Republik Kongo ansässig ist.  Sie sind eine Untergruppe der ehemals mächtigen Sabanga. Im 19. Jahrhundert betrug ihre Zahl über 10.000 Menschen und sie bewohnten damals das Ubangi-Becken. Die meisten Dokoa nahmen die Banda-Sprache der Banda an und assimilierten mit diesen.